# Джон Мейв
Джон Мейв (1764—1829, англ. John Mawe) — британський мінералог, відомий своїми практичними розробками в цій дисципліні.
Народився у Дербі в 1764 році. Його мати померла, коли йому було 10 років, і його ростила друга дружина батька, Френсіс (уроджена Бейгтон, Francis Beigton).У ранні роки він близько 15 років провів у морі, в 1790 році став капітаном торгового судна Трент (Trent), який вів торгівлю з Санкт-Петербургом.
У 1793 році Мейв вступив в учнівство до дербського муляра Річарда Брауна (Richard Brown, 1736—1816), і одружився з його донькою Сарі 1 листопада 1794. «Браун і Мейв» стало ім'ям бізнесу з перепродажу поруч з Ковент Гарден (Covent Garden) в 1797 році; ділки продавали об'єкти, створені з дербішірского мармуру на фабриці в Дербі. Мейв був менеджером цього бізнесу, заснованого в 1794 році. Геологічні діаграми дербиширського зрізу, зроблені з дербиширських мінералів, що зберігаються в Музеї і художньої галереї Дербі, раніше вважалися зробленими Вайтом Ватсоном, але зараз прийнято вважати, що частина з них реально була зроблена Брауном і Мейв.
В кінці століття Джон Мейв здійснив подорож по більшості шахт Англії і Шотландії, колекціонуючи мінерали для кабінету короля Іспанії. У 1800 році він став власником магазину королівських музеїв у Матлок Баті, через який йому довелося вступити в суперечку з Томасом Пірсоном щодо прилеглих шахт.

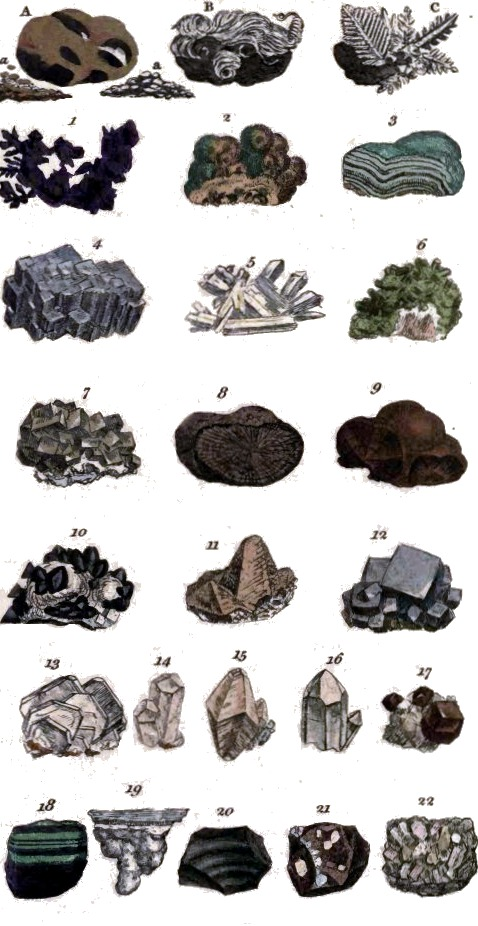
Ілюстрації до третього видання 1821 Familiar Lessons on Mineralogy and Geology

У серпні 1804 року він почав «подорож як комерційний експеримент» у Ріо-де-ла-Плата, спонсоровану португальським регентом. Його метою було оцінити вартість золотовидобувної та алмазної промисловості, які могли б оздоровити економіку Бразилії. Мейв досяг Кадіса коли почалася війна між Англією та Іспанією, і він був заблокований у місті, де захворів і мало не помер. У березні 1805 року він поплив з Кадіса в Монтевідео, де по прибуттю був ув'язнений як англійський шпигун. Його незабаром викупили на свободу, але він був інтернований до захоплення Монтевідео Вільямом Бересфордов в 1806 році. Він супроводжував експедицію Джона Вайтлока в Буенос-Айрес, і після повернення в Монтевідео купив шхуну і відплив до Бразилії, заходячи в різні порти по шляху, включаючи острів святої Катаріни. У Бразилії він був добре прийнятий принцом-регентом, який дав йому дозвіл на відвідання алмазних копалень Мінас Герас та інших у 1809—1810 роках, і також дав йому доступ до державних архівів.
Мейв повернувся до Лондона в 1811 році і відкрив магазин у Странд, поруч з Сомерсет Хаус, ставши добре відомим мінералогом-практиком. У 1813 він був обраний до Королівського геологічне товариство Корнуолл, і в 1817 отримав диплом Мінералогічного суспільства Єни.
У Джона і Сари Мейв було дві дитини, дочка і син. Син, Джон Сейнт Мейв (John Saint Mawe, 1797—1820), помер у 22 роки; бажанням Сари було бути похованим поряд з ним. Їхня донька вийшла заміж за Ентоні Тіссінгтона Татлоу (Anthony Tissington Tatlow, 1789—1828), який став партнером Мейв в магазині в Челтенхемі в 1816 році.
Мейв помер у Лондоні 26 жовтня 1829 року. Пам'ятна дошка розміщена в церкві Кастлетона. Його справу продовжив Джеймс Теннант, у співпраці з вдовою Мейв, до 1840 року. У Сари Мейв був титул «мінералогіста Його Величності» до виходу на пенсію.

## Роботи
Основна робота Мейв присвячена його подорожі в Південну Америку: Travels in the Interior of Brazil [Архівовано 13 листопада 2012 у Wayback Machine.], London, 1812; Philadelphia, 1816; 2nd edition, 1823.
Також він написав:
1. The Mineralogy of Derbyshire [Архівовано 9 вересня 2020 у Wayback Machine.], 1802.
2. A Treatise on Diamonds and Precious Stones [Архівовано 13 листопада 2012 у Wayback Machine.], 1813; 2nd ed. 1823.
3. A Catalogue of Minerals, 1815.
4. A Descriptive Catalogue of Minerals, 1816; 4th edit. 1821; reissued in 1823.
5. Familiar Lessons on Mineralogy and Geology, 1819; 10th edit. 1828.
6. Amateur Lapidary's Guide, 3rd edit. 1823; 1827.
7. Instructions for the use of the Blow-pipe and Chemical Tests, 4th edit. 1825.
8. The Voyager's Companion or Shell-Collector's Pilot, 1821; 4th edit. 1825.
9. The Linnæan System of Conchology [Архівовано 13 листопада 2012 у Wayback Machine.], 1823.

Він редагував друге видання Wodarch's Introduction to Conchology, 1822, і написав записку The Occurrence of Diamonds, &c., in Brazil для работы Людвига Вильгельма Гилберта Annalen der Physik lix. (1818), кроме On the Tourmaline and Apatite of Devonshire для Quart. Journ. of Science, iv. (1818). Рукопис On a Gold Mine in South America зберігається в бібліотеці Геологічного товариства Лондона.
Багато публікацій Мейв ілюстровані роботами Джеймса Совербая і його синів.